# Mekaniserat infanteri

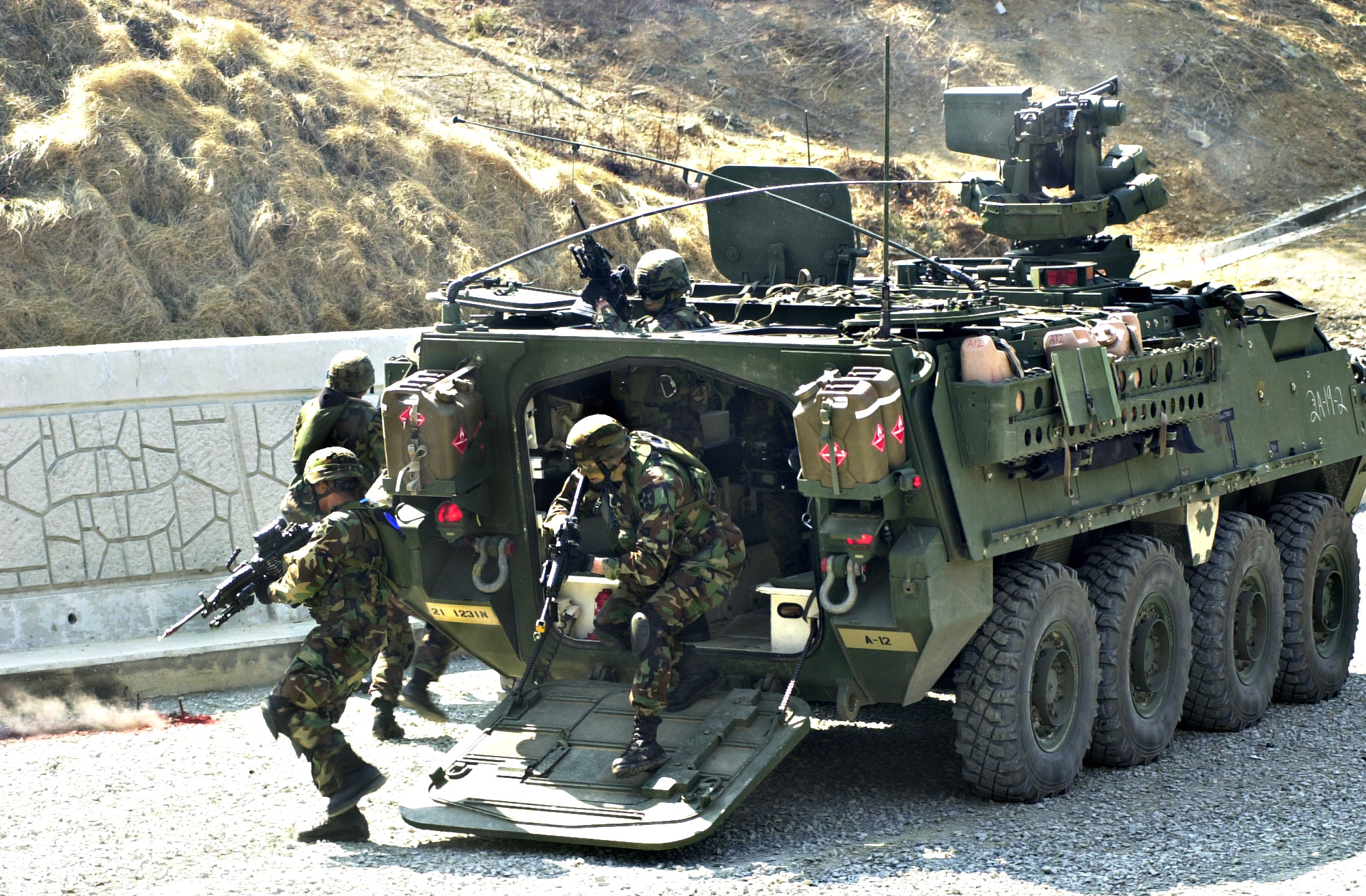
Mekaniserat infanteri i den amerikanska armén.

Mekaniserat infanteri, även kallat mekaniserad skyttetrupp och pansarskytte, är infanteri utrustat med pansarskyttefordon och splitterskyddade trupptransportfordon. Det skiljer sig från motoriserat infanteri som använder oskyddade fordon, som lastbilar. 
Pansarskyttefordon kan vara bestyckade med flera olika typer av vapen beroende på fordonstyp. Vapenexempel är bland annat: kulspruta, granatkastare, granatspruta, automatkanon, kanon och robot. Trupperna själva brukar vara försedda med pansarvärnsvapen som till exempel pansarskott och liknande specialvapen bortom deras standardvapen som automatkarbin.
Till skillnad från stridsvagnstrupper, där alla soldater bemannar fordonen, består huvuddelen av det mekaniserade infanteriets manskap av skyttesoldater, som är rustade för strid till fots.
I Sverige ingår mekaniserat infanteri i de svenska pansarförbanden och pansarbataljonen.